# Procol’s Ninth
Procol’s Ninth ist das achte Studioalbum der britischen Progressive-Rock-Band Procol Harum. Es erschien im September 1975. Das Album enthält neben Eigenkompositionen auch zwei Coverversionen, I Keep Forgetting von Chuck Jackson und Eight Days a Week von den Beatles. Es existiert eine unbekannte Anzahl von der Band signierter Exemplare.

## Titelliste
Musik: Gary Brooker, Texte: Keith Reid, wenn nicht anders angegeben

### Seite 1
1. Pandora’s Box – 3:39
2. Fool’s Gold – 3:59
3. Taking the Time – 3:39
4. The Unquiet Zone – 3:39
5. The Final Thrust – 4:41

### Seite 2
1. I Keep Forgetting – 3:27 (Leiber/Stoller)
2. Without a Doubt – 4:30
3. The Piper’s Tune – 4:26
4. Typewriter Torment – 4:29
5. Eight Days a Week – 2:55 (Lennon/McCartney)